# William Condon (Pirat)

Condons Flagge

William („Billy One-Hand“) Condon (* 17. Jahrhundert; † 18. Jahrhundert) gilt als einer der erfolgreichsten Piraten seiner Epoche, ist aber weitgehend unbekannt geblieben. Selbst sein Vor- und Nachname wird in den Quellen unterschiedlich angegeben (Condent, Congdon, Condell und/oder Christopher, Edmond, John, William).

## Leben
Es scheint sicher, dass Condon aus Plymouth in Massachusetts stammte und wie einige seiner Zeitgenossen sein Heil in der Piraterie in der Karibik suchte. Angesichts der groß angelegten Kampagne, welche das Königreich Großbritannien gegen die Piraterie in der Karibik durchführte, verließen Condon und seine Mannschaft diese Region Anfang des Jahres 1718. Condons Schiff war die gut bewaffnete Dragon, eine Slup, mit der er im März vor den Kapverdischen Inseln mehr als zwanzig Schiffe aufbrachte. Der Raubzug durch den Atlantik verlagerte sich anschließend weiter südwärts vor die südamerikanische Küste. Später, im Herbst des gleichen Jahres, überquerte man den Atlantik und kaperte vor der südwestafrikanischen Küste mehrere Schiffe, darunter auch ein niederländisches Schiff mit 42 Kanonen, welches unter dem Namen Fiery Dragon zu Condons Hauptschiff wurde.
Mit einer gut bewaffneten und erfahrenen Mannschaft von 320 Mann machte sich die Fiery Dragon auf den Weg zum Kap der Guten Hoffnung und stieß dabei auf lukrative Beute: die Maison d’Autriche, von China kommend auf dem Weg nach Ostende, wurde ihrer 400 Tonnen Ladung ledig, darunter wertvolles Porzellan. Nachdem der Fiery Dragon ein weiteres Segelschiff zum Opfer gefallen war, entschied sich Condon, zur Insel Sainte Marie vor der Nordostküste Madagaskars zu segeln, die zu dieser Zeit Schlupfwinkel und Rekrutierungsort für viele Piraten war.
Im August des Jahres 1720 segelte die Fiery Dragon vor der Westküste Indiens und brachte in der Nähe von Bombay ein Pilgerschiff auf, das auf dem Weg nach Surat war. Diese Prise gilt als die Wertvollste, die jemals von einem Piratenschiff erbeutet wurde. Die Beute wurde im Oktober des gleichen Jahres nach Sainte Marie gebracht; Gewürze und Seide wurden bei Händlern in Spirituosen, Schießpulver und Schiffsausstattung umgetauscht, die Wertgegenstände und Münzen aufgeteilt.
Da überwiegend die East India Company unter den Piratenangriffen in dieser Region litt, waren Condon und seine Männer bald auf der schwarzen Liste dieser Gesellschaft. Unterstützung für die Piraten kam schließlich vom Gouverneur der französischen Insel Bourbon (heute: Réunion), der – für eine entsprechende finanzielle Gegenleistung – Amnestie anbot. William Condon und einige seiner Männer nahmen diese Gelegenheit wahr, stiegen aus dem Piratengeschäft aus und ließen sich 1721 auf der Insel „Bourbon“ (Réunion) nieder. 1723 zog es Condon nach Europa, wo er sich in der Normandie als reicher Mann niederließ und als Kaufmann und Reeder tätig war.